# Brabec (Nová Včelnice)
Brabec (německy Brabetz) je základní sídelní jednotka, součást města Nová Včelnice v okrese Jindřichův Hradec v Jihočeském kraji. Nachází se asi 1,6 km jihovýchodně od Nové Včelnice a asi 16 km severovýchodně od centra Jindřichova Hradce. V roce 2011 zde žilo 40 obyvatel v 19 domech.
Pro Brabec je typická zástavba ve tvaru písmene L, která zde byla již v 19. století. Přímo v osadě je registrováno 16 čísel popisných (nejsou počítány okolní samoty, které přímo neleží v zastavěné oblasti Brabce, jako např. U Václavíčků). Brabcem prochází silnice III/1322. Nachází se zde památná lípa, kříž a několik penzionů.
| Rok            | 1869 | 1880 | 1890 | 1900 | 1910 | 1921 | 1930 | 1950 | 1961 | 1970 | 1980 | 1991 | 2001 | 2011 |
| -------------- | ---- | ---- | ---- | ---- | ---- | ---- | ---- | ---- | ---- | ---- | ---- | ---- | ---- | ---- |
| Počet obyvatel | 72   | 78   | 81   | 80   | 85   | 75   | 85   | 65   | –    | 61   | 47   | 31   | 32   | 40   |
| Počet domů     | 15   | 15   | 15   | 15   | 15   | 15   | 16   | –    | –    | 16   | 17   | 19   | 19   | 19   |